# Śatapatha Brāhmaṇa
Il Śatapatha Brāhmaṇa (devanāgarī: शतपथ ब्राह्मण; lett. "il Brāhmaṇa dei cento sentieri") è il Brāhmaṇa collegato allo Śukla Yajurveda (lo Yajurveda "bianco"), il Veda, contenente i mantra mormorati dallo adhvaryu durante il rito sacrificale (yajña).
Il nome śatapatha, "cento sentieri" lo deve al fatto che nella recensione detta "Mādhyaṃdina" conta cento adhyāya (104 in quella detta "Kāṇva").
Il Śatapatha Brāhmaṇa è il più ampio, esauriente e noto Brāhmaṇa, ovvero di quei testi composti in sanscrito vedico tra l'XI e il IX secolo a.C., di cui esso rappresenta uno dei più recenti, probabilmente composto nella sua forma definitiva intorno all'VIII secolo a.C.
Come, e forse più degli altri Brāhmaṇa, il Śatapatha Brāhmaṇa è soprattutto un compendio di procedure sacrificali. 
Nel Śatapatha Brāhmaṇa sono infatti compiutamente descritti i cinque principali riti sacrificali vedici:
- Vājapeya: (in V,1,1,1) rito che precede l'Aśvamedha, fatto celebrare da un sacerdote (ṛtvij) prima di assumere la prestigiosa carica di purohita o da un sovrano (rāja) prima di essere consacrato tale.
- Rajāsūya: (in V,2,3,1) rito strettamente collegato al primo, ma probabilmente in origine collegato alla "fertilità", in quanto variante della consacrazione del re.
- Aśvamedha: (in XIII)
- Puruṣamedha:
- Sarvamedha: (in XIII,7,1) sacrificio indicato come "universale" (sarvam) della durata di dieci giorni.